# Список городов-миллионеров Северной Америки
Ниже приведён список городов Северной Америки с населением более миллиона человек. Список составлен по алфавиту (стран). Столицы выделены жирным шрифтом.
| Город              | Страна    | Население города | Население страны |
| ------------------ | --------- | ---------------- | ---------------- |
| Монреаль           | Канада    | 1 942 694        | 39 432 111       |
| Пуэбла-де-Сарагоса | Мексика   | 1 542 232        | 129 150 971      |
| Леон               | Мексика   | 1 579 803        | 129 150 971      |
| Сьюдад-Хуарес      | Мексика   | 1 321 004        | 129 150 971      |
| Тихуана            | Мексика   | 1 964 788        | 129 150 971      |
| Манагуа            | Никарагуа | 1 817 000        | 6 751 191        |
| Нью-Йорк           | США       | 8 467 513        | 336 343 250      |
| Лос-Анджелес       | США       | 3 849 297        | 336 343 250      |
| Хьюстон            | США       | 2 287 047        | 336 343 250      |
| Финикс             | США       | 1 624 569        | 336 343 250      |